# 失剌拔都兒
失剌拔都兒（Šira baγatur，13世纪—1302年），元朝将领，阿速人。
其父月魯達某，蒙哥時，領阿速十人入见，充阿塔赤，從忽必烈南征大理国，立功受赏賜所俘一人，後因金瘡發作卒。失剌拔都兒从脫別之地抵达，忽必烈特賜白金、楮幣、牛馬等物。至元十一年（1274年），从丞相伯颜攻南宋有功，充阿塔赤。打猎时，失剌拔都兒即援弓射一兔二禽，賞沙魚皮雜帶及貂裘，担任尚乘寺少卿、阿速千戶。至元二十四年（1287年），授武略將軍，管阿速軍千戶，賜金符。讨伐乃顏，力戰有功。忽必烈賞给他金腰帶及銀交床等。至元二十五年（1288年），進武德將軍、尚乘寺少卿，兼阿速千戶。击败哈荅安，獲其駝馬等物。元成宗增加他的千户軍二千人。討擒脫脫，以功受賞。大德六年（1302年）去世。其子那海產，襲其職。至大二年（1309年），進宣武將軍、右衛阿速親軍都指揮使，賜三珠虎符。泰定二年（1325年），加明威將軍。

## 延伸阅读
[在维基数据编辑]
 《元史/卷135》，出自宋濂《元史》
 《新元史/卷152》，出自柯劭忞《新元史》